# Droga krajowa B21 (Austria)
Droga krajowa B21 (Gutensteiner Straße)  - droga krajowa w Austrii położona na południe od Wiednia. Jedno-jezdniowa arteria zaczyna się na północ od Wiener Neustadt i prowadzi w kierunku zachodnim by przez przełęcz Roher dotrzeć do skrzyżowania z Höllental Straße. Dalej droga prowadzi na przełęcz Ochsattel i do miasteczka St. Aegyd am Neuwalde. Później trasa kieruje się do skrzyżowania z B23 i następnie do Mariazell, gdzie krzyżuje się z B20.

## Odgałęzienia B21a i B21b
Droga krajowa B21a – krótka, pięciokilometrowa, droga łączy centrum Theresienfeld z drogą B21.
Droga krajowa B21b – krótka, sześciokilometrowa, droga łącząca Wiener Neustadt z drogą B21.